# 橋本博明
橋本 博明（はしもと ひろあき、1970年〈昭和45年〉7月22日 - ）は、日本の政治家、元文科官僚。広島県山県郡安芸太田町長（2期目）。元衆議院議員（1期）。

## 経歴
広島県広島市安佐南区出身。広島県立安古市高等学校を卒業後、広島大学理学部物理学科に入学。大学卒業後は同大学院理学研究科に進み、1996年、科学技術庁（後に文部科学省へ統合）に入庁、宇宙開発を専門とする。その後内閣官房へ出向し、独立行政法人の改革に従事した。
2003年に民主党衆議院議員・中村哲治の政策担当秘書に転職し、NPO関連を中心に法案の立案に関わった。2005年、小沢一郎政治塾第5期生となる一方で、民主党国会議員候補者公募に合格し、政策担当秘書を辞職した。
2005年9月11日の第44回衆議院議員総選挙に広島3区より出馬し、自由民主党の河井克行、社会民主党の金子哲夫、広島県議会議員で郵政民営化に反対した無所属の石橋良三や、日本共産党候補などが乱立する混戦となったが、小泉旋風が吹き荒れたこの選挙では河井に敗れ、次点に終わった。
2009年の第45回衆議院議員総選挙でも広島3区より出馬し、自民党の増原義剛を破って初当選。同年10月13日に開催された新人議員研修会を欠席して、幹事長の小沢一郎らに叱責を受けた。2010年9月民主党代表選挙では、2009年の選挙直前に小沢の資金管理団体である陸山会から多額の寄付を受けていたにもかかわらず、北神圭朗、森岡洋一郎、藤田憲彦、阿知波吉信、斉藤進、山尾志桜里、大西健介、高橋昭一、仁木博文らとともに、脱小沢の姿勢を明らかにして菅直人を支持した。2011年民主党代表選挙においては、当時の所属グループ会長である野田佳彦の推薦人に名を連ねた。
2012年の第46回衆議院議員総選挙に広島3区より出馬。自民党の河井、日本維新の会の中丸啓、日本共産党の元広島市議らを相手に戦い、得票数2位で敗れ、比例復活もならず落選した。2014年の第47回衆議院議員総選挙でも広島3区より出馬したが、再び河井に敗れ、比例復活もならず落選した。
2015年1月27日、後述の不祥事により、民主党を離党。

## 安芸太田町長選
2016年の安芸太田町長選挙に無所属で立候補するも、10月16日の投開票の結果、現職町長の小坂眞治に83票差で敗れた。
※当日有権者数：5,949人 最終投票率：75.32%（前回比：+2.45pts）
| 候補者名 | 年齢 | 所属党派 | 新旧別 | 得票数  | 得票率 | 推薦・支持         |
| -------- | ---- | -------- | ------ | ------- | ------ | ------------------ |
| 小坂眞治 | 67   | 無所属   | 現     | 2,125票 | 47.77% | （支援）自由民主党 |
| 橋本博明 | 46   | 無所属   | 新     | 2,042票 | 45.91% |                    |
| 高下務   | 69   | 無所属   | 新     | 281票   | 6.32%  |                    |

その後、小坂は任期満了直前の2020年4月9日、2019年の参議院議員選挙に関連し、上述の河井から現金を受け取っていたと表明して町長を辞職した。これに先立つ同年2月18日、同町長選挙（当初は任期満了にともなって、同年10月に投開票が予定されていた）に立候補の意向を示していた橋本は、小坂の辞職にともない、当初の予定より前倒しの5月24日投開票で行われた同選挙で、前副町長の小島俊二を破り初当選した。広島県で戦後国会議員経験者が町村長に就任するのは初めて。
※当日有権者数：5,372人 最終投票率：77.94%（前回比：+2.62pts）
| 候補者名 | 年齢 | 所属党派 | 新旧別 | 得票数  | 得票率 | 推薦・支持         |
| -------- | ---- | -------- | ------ | ------- | ------ | ------------------ |
| 橋本博明 | 49   | 無所属   | 新     | 2,348票 | 56.66% | （支援）国民民主党 |
| 小島俊二 | 64   | 無所属   | 新     | 1,796票 | 43.34% | （支援）自由民主党 |

2024年5月14日、告示、無投票当選が決まった。

## 政策
- 選択的夫婦別姓制度導入について、「どちらとも言えない」としている[16]。

## 不祥事
2015年1月25日未明に、広島市中区において、酒気帯び運転により摘発された。これを受け橋本は民主党に離党届を提出した。同月27日、民主党は離党届を受理し、橋本を広島3区総支部長から解任するとともに、第47回衆議院議員総選挙における比例中国ブロックの次点候補者名簿から橋本を削除した。これにより、同ブロックの次点1位だった橋本は、同ブロックで欠員が生じた場合の繰り上げ当選の可能性が消滅した。新広島3区総支部長には福山市出身の塩村文夏・東京都議（当時）が充てられた。